# Jia (vasija)

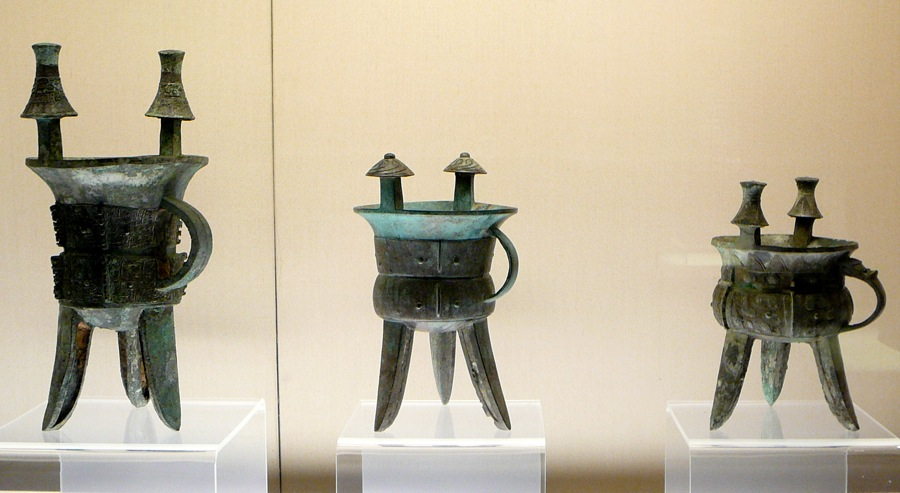
Tres ejemplos de la forma de vasija jia del siglo XIV a. C.

Una jia es un tipo de vasija ritual que se encuentra tanto en cerámica como en bronce; se usaba para realizar libaciones de vino para el culto a los ancestros. Estaba hecho con cuatro patas o en forma de trípode e incluía dos protuberancias en forma de pilares en el borde que posiblemente se usaban para suspender el recipiente sobre el calor. La evidencia más temprana del tipo de vasija jia aparece durante el Neolítico (c. 5000-2000 a. C.). Fue una forma prominente durante las dinastías Shang y Zhou Occidental temprano, pero había desaparecido en el Zhou Occidental medio.

## Simbolismo
Los vasos tenían una función ceremonial. Estaban decorados con diferentes diseños geométricos y motivos zoomorfos, posiblemente simbolizando diferentes creencias religiosas. Existen varias teorías sobre el origen y significado de la iconografía simbólica. Los primeros eruditos chinos ampliaron sus creencias tradicionales considerando los significados simbólicos de los diseños y motivos. Creían que tenían una función religiosa, cósmica o mítica. El historiador occidental Max Loehr ha argumentado que los diseños y motivos son ornamentales y no tienen un significado simbólico inherente. No existen textos o fuentes contemporáneos con la creación de los bronces Shang que ofrezcan descripciones o explicaciones de los significados simbólicos de las vasijas Jia.

## Función y uso
El tipo de bronce jia funcionaba como recipiente de vino. Las vasijas de bronce se usaban en las fiestas como vasos para beber; se exhibieron en salones y templos ancestrales, y se enterraron de manera más prominente en tumbas para su uso en la otra vida. Estos recipientes de bronce no eran de uso diario, ya que los antiguos solían usar laqueados o loza para comer y beber. Los Shang practicaban una forma de culto a los antepasados, que incorporaba sacrificios rituales. Habrían hecho sus ofrendas basadas en un calendario de sacrificios rituales. Los sacrificios incluirían la presentación de comida y bebida, según el tipo de vasija. Las vasijas de bronce se utilizaron para preparar y presentar estas ofrendas.

## Decoración
Cuando se trata de la decoración del recipiente jia, los diseños simples son los más comunes. La falta de un diseño complejo se debe a que la vasija jia es una de las formas de vasija más antiguas. Con el paso del tiempo, la decoración de los recipientes se volvió más elaborada. Mientras que una simple banda de decoración prevalecía en los primeros años de la dinastía Shang, hacia los periodos medio y tardío, era más común más de una banda de decoración. Cuando comenzó el período Zhou, no era improbable ver una jia cubierta de ornamentación. La forma del recipiente cambió para adaptarse al cambio de decoración y viceversa. Cuando se ven diseños más elaborados, normalmente es el motivo taotie o diseño de máscara. El motivo taotie muestra dos figuras con forma de dragón de perfil, que juntas forman la máscara taotie. Los círculos en espiral también eran una decoración común en la vasija jia. La decoración del jia puede clasificarse según los cinco estilos de bronces Anyang de Max Loehr. El estilo I se clasifica por diseños en relieve de hilo fino, se describen como ligeros y aireados y consisten en formas simples. El estilo II usa un relieve de cinta más grueso. Tiene adornos incisos y formas duras y pesadas. El estilo III tiene un diseño más curvilíneo donde solo los ojos de las figuras sobresalen y aparecen patrones uniformes. En el estilo IV, la decoración se separa del fondo, que normalmente está hecho del patrón de truenos. Los motivos y el patrón están alineados con la superficie del recipiente. Las vasijas de estilo V tienen decoración en muy alto relieve.

## Forma
La forma de la jia cambió ligeramente a través de diferentes períodos culturales. La forma más común constaba de dos partes, una falda y una sección superior que se ensancha en la parte superior. Esta forma se desarrolló sobre la base de versiones anteriores de la jia que tenía patas cónicas huecas que se abrían a la sección inferior del cuenco del recipiente. Estas patas huecas fueron reemplazadas por pequeñas hendiduras a principios del período Anyang, esto permitió sujetar el núcleo contra las partes externas del molde. Otra variación de la forma de la jia es un fondo redondeado y un cuerpo casi esférico. También se ha encontrado una jia con un fondo plano y sin falda, que data de una época anterior a Anyang. Después de la fase Erligang, la falda se hizo menos obvia y la silueta parecía casi vertical.

## Inscripciones
Las inscripciones en los vasos jia se encuentran típicamente en las asas o pilares. Se encuentran inscripciones más grandes en el vientre del recipiente. Solo se ha descubierto un pequeño porcentaje de los tipos de vasos Jia con inscripciones. El recipiente conocido como Yayi Jia (enlace roto disponible en Internet Archive; véase el historial, la primera versión y la última)., del Museo de Arte Asiático de San Francisco, contiene una inscripción en la parte inferior del recipiente. La inscripción de Yayi Jia (enlace roto disponible en Internet Archive; véase el historial, la primera versión y la última). representa la caracterización simbólica de un hombre, y encima de su cabeza hay un símbolo en forma de cruz. Este recipiente recibe su nombre de la lectura moderna de la naturaleza simbólica de la inscripción. La inscripción, Yayi, aparece con frecuencia en los bronces de finales de Shang; es posible que la inscripción de Yayi en estos bronces haga referencia a un clan en particular. La vasija jia del Museo de Arte de San Luis proporciona más información textual sobre la función de estas vasijas. Hay dos personajes ubicados bajo el asa del barco. Max Loehr afirma que los dos personajes son qiu Yi, "licor fermentado, Yi". Loehr afirma además que cuando se leen juntos, parece significar "para libaciones para (el padre o antepasado) Yi".

## Desarrollos históricos

### Cultura Erlitou (primera mitad del segundo milenio a.C.)
Los orígenes de la Edad de Bronce de China aún no están claros. La escritura histórica china sugiere que Xia es la primera dinastía en lugar de Shang, lo que no está probado de manera concluyente arqueológicamente. El sitio de Erlitou muestra la cultura Shang en su etapa primitiva, que permanece aparentemente con características neolíticas.
En 1986, se encuentran cuatro vasijas jia de bronce de Erlitou en Yanshi, provincia de Henan. Este sitio tiene una fecha aproximada de alrededor de 1860-1545 a. C. basado en carbono 14 calibrado. Se funden mediante el método de moldeo por pieza. Uno de ellos tiene adornos caracterizados por tres bandas de pequeños círculos continuos alrededor de la cintura. Este motivo aparece en otras vasijas de Yanshi.

### Fase de Zhengzhou - período de Erligang (mediados del segundo milenio a.C.)
La ciudad Zhengzhou Shang fue descubierta a unos 100 km al este de Erlitou. Los objetos desenterrados del sitio de Panlongcheng representan la fase de Zhengzhou. Se ven similitudes estilísticas en los dos sitios, aunque Panlongcheng no es una ciudad muy importante en ese entonces. Las vasijas de bronce compartían estilos uniformes en todas las regiones, mientras que más tarde, durante la fase Anyang, las áreas periféricas divergían de la tradición artística del centro del norte de China.
Max Loehr sugiere que las vasijas de bronce durante la fase de Zhengzhou constan de tres estilos en su decoración: el estilo I se caracteriza por un relieve de hilo que está grabado en el modelo, no en el molde; en el estilo II, el relieve del hilo se sustituye por el relieve de la cinta tallada en el molde, no en el modelo; el estilo III combina los estilos I y II con patrones de truenos, de púas y más bandas de diseños que están tallados en el modelo, no en el molde. Los vasos Jia encajan bien en tal categorización. Las decoraciones se desarrollan desde el relieve del hilo hasta el relieve de la cinta con una o más máscara taotie vívida según la cantidad de secciones que tengan.

### Culturas regionales que usaron bronce (siglos XV-XI a.C.)
La cultura Shang se expandió temprana y enormemente. También lo hizo la tecnología de fundición de bronce, que sentó las bases para las culturas provinciales que usaban bronce y que aparentemente se distinguía del estilo metropolitano. La excavación sistemática de los sitios Shang fuera de la civilización centrada alrededor de la corte acaba de comenzar. La evidencia arqueológica más encontrada contiene bronces y jades. Algunas son importaciones de talleres en áreas metropolitanas o copias fieles de piezas metropolitanas. Otros muestran gustos radicalmente diferentes. Las áreas que tenían fuertes vínculos con la corte se habrían mantenido en mejor contacto con el estilo de la moda metropolitana.

### Fase de alto Yinxu - período Anyang (alrededor de 1300 - alrededor de 1030 a.C.)
Aparentemente, existe un evidente aumento de la actividad en el sitio de Anyang durante el largo reinado de Wu Ding, cuarto de los reyes de Anyang. Un número obsesivo de inscripciones de oráculo de la corte de Wu Ding registra muchas observancias de sacrificios, durante las cuales las vasijas de bronce son seguramente esenciales.
Un nombre que aparece con especial frecuencia es el de Fu Hao. Ella es una consorte real y una dama general. El estilo IV y el estilo V de la fase Anyang se ven en los dos pares de vasijas jia en la tumba de Fu Hao . En el estilo IV, las imágenes aparecen con verdadera viveza. En el estilo V, las imágenes se elevan en alto relieve a partir de los patrones de truenos más planos del fondo. Además, estas vasijas jia tienen secciones cuadradas, una de las características distintivas del período Anyang. Esta moda se desvaneció inmediatamente en Zhou. Además, las formas cuadradas de estas vasijas jia muestran un nuevo favor estético.

### Revolución ritual
Durante el período medio o tardío de Zhou occidental, comenzaron a surgir cambios en los tipos de recipientes rituales. La producción de tipos de vasijas de vino de la dinastía Shang, (tipos de vasijas Jue 爵, Gu 觚, Jia 斝, Fangyi y Guang), comenzó a declinar y eventualmente desaparecería. El Hu 壺 se creó en este momento y se convertiría en el único tipo de recipiente utilizado para los rituales del vino. El cambio en los tipos de vasijas de los de alta calidad y variedad a la masa y uniformidad, sugiere un movimiento de la función ritual de las vasijas a un símbolo del estatus de propietarios.